# HD124455
HD124455 — хімічно пекулярна зоря спектрального класу
B7 й має видиму зоряну величину в смузі V приблизно  9,8.

## Пекулярний хімічний склад
Зоряна атмосфера HD124455 має підвищений вміст 
Si
.